# Molendoa platyphyllum
Molendoa platyphyllum är en bladmossart som beskrevs av Richard Henry Zander 1993. Molendoa platyphyllum ingår i släktet klyftmossor, och familjen Pottiaceae. Inga underarter finns listade i Catalogue of Life.